# Edge of Sanity
Edge of Sanity (v českém překladu z angličtiny hranice příčetnosti) byla švédská death metalová kapela. Byla založena roku 1989 ve švédském Finspångu. Lze ji zařadit do první vlny švédských death metalových skupin vedle např. Entombed, Dismember, Therion, Grave, Unleashed, Tiamat, které vydaly svá debutová alba na počátku 90. let 20. století. Významným členem kapely byl frontman a vokalista Dan Swanö, jenž byl aktivní i v dalších skupinách a projektech (např. Infestdead, Nightingale, Pan.Thy.Monium, dále nahrál sólo album s názvem Moontower, atd.). Rozpadla se v roce 1999, v roce 2003 ji Dan Swanö vzkřísil pro vydání desky Crimson II a poté opět zanikla.
První dlouhohrající deska skupiny se jmenuje Nothing But Death Remains a vyšla v roce 1991. Kapela se nedržela pouze deathu, postupně začala do své hudby komponovat melodičtější a progresivní prvky. Milník v tvorbě znamenalo páté LP Crimson z roku 1996, které vstoupilo do povědomí posluchačů jako „death metalová opera“ (jedná se o jednu dlouhou skladbu vyprávějící příběh o lidské civilizaci, která se nachýlila ke svému konci). Navazujícím albem je pokračování z roku 2003 Crimson II.

## Diskografie

### Dema
- Euthanasia (1989)
- Kur-Nu-Gi-A (1990)
- The Dead (1990)
- The Immortal Rehearsals (1990)
- Dead but Dreaming (1992)
- Unorthodox (1992)
- Darkday (1993)
- Lost (1993)
- The Spectral Sorrows Demos (1993)
- Infernal Demos (1996)

### Studiová alba
- Nothing But Death Remains (1991)
- Unorthodox (1992)
- The Spectral Sorrows (1993)
- Purgatory Afterglow (1994)[5]
- Crimson (1996) - konceptuální album[6]
- Infernal (1997)[7]
- Cryptic (1997)
- Crimson II (2003)

### EP
- Until Eternity Ends (1994)

### Kompilace
- Evolution (1999)
- When All Is Said: The Best of Edge of Sanity (2006)
- Kur-Nu-Gi-A (2012)